# Oarces ornatus
Oarces ornatus är en spindelart som beskrevs av Cândido Firmino de Mello-Leitão 1935. Oarces ornatus ingår i släktet Oarces och familjen kaparspindlar. Inga underarter finns listade i Catalogue of Life.